# Andrea Poli
Andrea Poli (Vittorio Veneto, Provincia de Treviso, Italia, 29 de septiembre de 1989) es un futbolista italiano. Juega de centrocampista y su equipo es la Pro Sesto 1913 de la Serie C.

## Selección nacional
Ha sido internacional con la selección de Italia en 5 ocasiones y ha marcado un gol. Debutó el 15 de agosto de 2012, en un encuentro amistoso ante la selección de Inglaterra que finalizó con marcador de 2-1 a favor de los ingleses.

### Participaciones en Eurocopas
| Eurocopa                | Sede   | Resultado |
| ----------------------- | ------ | --------- |
| Eurocopa Sub-21 de 2009 | Suecia | Semifinal |

## Clubes
| Club                  | País    | Año       |
| --------------------- | ------- | --------- |
| F. C. Treviso         | Italia  | 2006-2007 |
| U. C. Sampdoria       | Italia  | 2007-2008 |
| U. S. Sassuolo Calcio | Italia  | 2008-2009 |
| U. C. Sampdoria       | Italia  | 2009-2011 |
| Inter de Milán        | Italia  | 2011-2012 |
| U. C. Sampdoria       | Italia  | 2012-2013 |
| A. C. Milan           | Italia  | 2013-2017 |
| Bologna F. C.         | Italia  | 2017-2021 |
| Antalyaspor           | Turquía | 2021-2022 |
| Modena F. C.          | Italia  | 2022-2023 |
| Pro Sesto 1913        | Italia  | 2024-     |

## Palmarés

### Títulos nacionales
| Título              | Club        | País   | Año  |
| ------------------- | ----------- | ------ | ---- |
| Supercopa de Italia | A. C. Milan | Italia | 2016 |